# José Ordax Avecilla
José Ordax Avecilla (Valderas, León, 1813 - Madrid, 1856), fue un periodista y político español.

## Biografía
Abogado de ideas ilustradas, pasó del Partido Progresista al Democrático. Dirigió El Regenerador (1841) y fue diputado por el distrito de Valencia de Don Juan (León) en la minoría demócrata del Partido Progresista en las elecciones de 1846; participó en el intento de consolidar un único Partido Demócrata en 1848, pero el intento fracasó por no haberse conseguido conciliar las ideas de los dos programas escritos entonces como manifiesto ante la frustrada revolución de 1848; Ordax redactó uno retocado por Nicolás María Rivero, Aniceto Puig y Manuel María Aguilar; al fracasar la revolución fue encarcelado. El 6 de abril de 1849, sin embargo, el programa redactado por Ordax y retocado por sus amigos Puig y Aguilar constituyó el Manifiesto Progresista Democrático que creó definitivamente el Partido Democrático (España) español.
El Manifiesto declaraba y defendía los derechos civiles, políticos y sociales que emanaban de la libertad y la igualdad naturales del hombre, y que debían garantizar "la existencia del individuo y el libre desarrollo de todas sus facultades". Los derechos civiles, reconocidos por el liberalismo moderado pero, según los demócratas, no efectivamente garantizados, eran la seguridad individual, la inviolabilidad del domicilio, la propiedad, la libertad de conciencia, la libertad de profesión, la libertad de pensamiento y la admisión a todos los cargos y empleos en función del mérito. Los derechos políticos que admitía la Constitución de 1845 eran los de asociación y de petición, pero lo estaban con "sujeción a las leyes", lo que los invalidaba en la práctica,  mientras que los de reunión pacífica, de sufragio y de juicio por jurado no se hallaban reconocidos. Y eran parte de la reivindicación democrática. Por último, se añadían dos derechos "sociales": el derecho a la instrucción primaria gratuita y a la igualdad frente a las contribuciones y el servicio militar. Pedían el sufragio "universal" directo, ejercido por "todos los españoles, mayores de edad que supiesen leer y escribir, tuviesen domicilio fijo y una profesión u oficio que no les constituyese dependientes de la voluntad de otras personas", entre otros avances.
En 1850 dirigió con Sixto Cámara y Fernando Garrido, pioneros del socialismo utópico español, el periódico La Asociación. También La Creencia. En esta época se constata el influjo cada vez mayor de Louis Blanc y Proudhon. Al estallar la Vicalvarada o Revolución de 1854 formó parte de la Junta Revolucionaria de Madrid. En 1855 fue elegido diputado por León en las Cortes Constituyentes. Fue redactor de los diarios El Regenerador; El Argos, El Eco de Aragón, Las Ciencias, etc., y falleció en Madrid en 1856.

## Obras
- El prisma de la razón aplicado a la política, partidos y guerra actual, Burgos, 1839.
- Examen crítico-filosófico: revolución de mayo de 1843. Madrid, 1843.
- La política en España: pasado, presente, porvenir, Madrid, Cervera, 1853.
- La razón y la regencia. Madrid, 1840.
- Proscriptos y encarcelados. Madrid, 1845.
- Salve al 1º de septiembre. Madrid, 1840.